# Relations de Clapeyron
Ne doit pas être confondu avec Formule de Clapeyron ou Formule de Clausius-Clapeyron.
En chimie physique, et plus particulièrement en thermodynamique, les relations de Clapeyron, ou formules de Clapeyron, sont des relations établies par Émile Clapeyron.
Les deux premières concernent deux des six coefficients calorimétriques et sont appelées collectivement relations de Clapeyron. La troisième concernant la pression de changement d'état est également appelée formule de Clapeyron.

## Première relation de Clapeyron
Dans une transformation réversible, la chaleur {\displaystyle Q} absorbée par un corps pur ou un mélange de composition constante peut être exprimée à l'aide des coefficients calorimétriques selon :
avec :
- {\displaystyle C_{V}} la capacité thermique isochore ;
- {\displaystyle l} le coefficient de dilatation isotherme (anciennement chaleur latente de dilatation isotherme) ;
- {\displaystyle S} l'entropie ;
- {\displaystyle T} la température ;
- {\displaystyle V} le volume.

Le coefficient de dilatation isotherme est une grandeur intensive exprimée en pascals, Pa. Il représente la chaleur absorbée rapportée à la variation de volume du corps engendrée par cette transformation ; on a, à température constante :
{\displaystyle \delta Q_{T}=T\,\mathrm {d} S=l\,\mathrm {d} V}
On a par conséquent, par définition :
En considérant la relation de Maxwell :
{\displaystyle \left({\partial S \over \partial V}\right)_{T}=\left({\partial P \over \partial T}\right)_{V}}
on obtient la première relation de Clapeyron :
| Première relation de Clapeyron : {\displaystyle l=T\left({\partial P \over \partial T}\right)_{V}} |

avec {\displaystyle P} la pression. Ceci implique la relation :
avec le coefficient de compression isochore {\displaystyle \beta ={1 \over P}\left({\partial P \over \partial T}\right)_{V}}.
Pour un gaz parfait, selon la loi des gaz parfaits, la pression vaut : {\displaystyle P=nRT/V}, avec {\displaystyle n} la quantité de matière. On a ainsi, pour un gaz parfait :

## Deuxième relation de Clapeyron
Dans une transformation réversible, la chaleur {\displaystyle Q} absorbée par un corps pur ou un mélange de composition constante peut être exprimée à l'aide des coefficients calorimétriques selon :
avec :
- {\displaystyle C_{P}} la capacité thermique isobare ;
- {\displaystyle h} le coefficient de compression isotherme (anciennement chaleur latente de compression isotherme) ;
- {\displaystyle S} l'entropie ;
- {\displaystyle T} la température ;
- {\displaystyle P} la pression.

Le coefficient de compression isotherme est une grandeur extensive exprimée en mètres cubes, m3. Il représente la chaleur absorbée rapportée à la variation de pression du corps engendrée par cette transformation ; on a, à température constante :
{\displaystyle \delta Q_{T}=T\,\mathrm {d} S=h\,\mathrm {d} P}
On a par conséquent, par définition :
En considérant la relation de Maxwell :
{\displaystyle \left({\partial S \over \partial P}\right)_{T}=-\left({\partial V \over \partial T}\right)_{P}}
on obtient la deuxième relation de Clapeyron :
| Deuxième relation de Clapeyron : {\displaystyle h=-T\left({\partial V \over \partial T}\right)_{P}} |

avec {\displaystyle V} le volume. Ceci implique la relation :
avec le coefficient de dilatation isobare {\displaystyle \alpha ={1 \over V}\left({\partial V \over \partial T}\right)_{P}}.
Pour un gaz parfait, selon la loi des gaz parfaits, le volume vaut : {\displaystyle V=nRT/P}, avec {\displaystyle n} la quantité de matière. On a ainsi, pour un gaz parfait :

## Formule de Clapeyron
Cette relation est également appelée relation de Clapeyron ou équation de Clapeyron.
À température {\displaystyle T} donnée, un changement d'état d'un corps pur d'une phase notée {\displaystyle 1} à une autre notée {\displaystyle 2} s'effectue à pression constante {\displaystyle P_{1\to 2}}. Pour une transition de phase d'ordre un selon la classification d'Ehrenfest des changements d'état, la pression de changement d'état {\displaystyle P_{1\to 2}} varie en fonction de la température selon la formule de Clapeyron :
| Formule de Clapeyron : {\displaystyle \left({\mathrm {d} P_{1\to 2} \over \mathrm {d} T}\right)={\Delta _{1\to 2}H \over T\cdot \Delta _{1\to 2}V}} |

avec :
- {\displaystyle T} la température de changement d'état (en kelvins, K) ;
- {\displaystyle P_{1\to 2}} la pression de changement d'état à la température {\displaystyle T} (en pascals, Pa) ;
- {\displaystyle \Delta _{1\to 2}H} l'enthalpie de changement d'état du changement d'état de la phase {\displaystyle 1} à la phase {\displaystyle 2} à la température {\displaystyle T} (en joules par mole, J/mol) ;
- {\displaystyle \Delta _{1\to 2}V={\bar {V}}^{2}-{\bar {V}}^{1}} la différence des volumes molaires du corps pur respectivement dans les phases {\displaystyle 2} et {\displaystyle 1} à la température {\displaystyle T} et sous la pression {\displaystyle P_{1\to 2}} (en mètres cubes par mole, m3/mol).

Dans le cas d'un équilibre liquide-vapeur, en supposant que :
1. le volume molaire du liquide est négligeable devant celui du gaz, c'est-à-dire pour un équilibre loin du point critique du corps pur,
2. le gaz se comporte comme un gaz parfait, c'est-à-dire pour un équilibre aux basses pressions,

cette formule devient la formule de Clausius-Clapeyron permettant de l'intégrer facilement.